# ヘロディコス

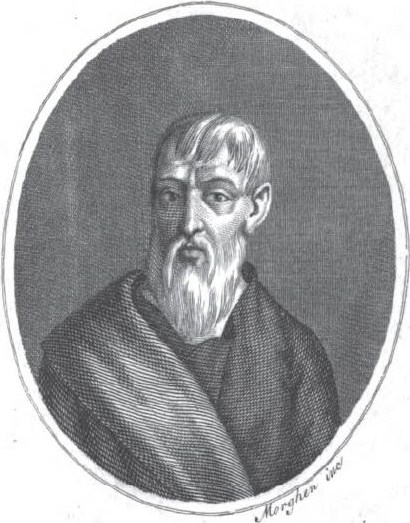
ヘロディコス

ヘロディコス（古希: Ήρóðιĸος, Herodicos, 英: Herodicus ）は紀元前5世紀のセリュンブリア生まれのトラキアの医者。運動を健康維持と病気の治療へ使った最初に使ったのは彼の功績であり、ヒポクラテスの家庭教師の一人とも言われている。薬草と油を用いた健康の為の食事とマッサージを推奨し、その論理はスポーツ医学の基礎だと考えられている。最初はやさしくゆっくりと、その後より速く力を加え、そして緩やかに摩擦するという的確なマッサージの方法を編み出した。
ヘロディコスはまた体操の達人（παιδοτρίβης）にして哲学者であったと記述されている。プラトンによればヘロディクスは患者へアテネから110km以上離れたメガラまで歩くことを推奨したというが、確かな証拠は見つかっていない。